# John Xantus de Vesey
John Xantus de Vesey (Csokonya, comitaat Somogy in Hongarije, 5 oktober 1825  -  Budapest, 13 december 1894) was een Hongaarse zoöloog, legerarts en museumdirecteur.

## Biografie
Xantus studeerde tussen 1841 en 1845 rechtsgeleerdheid aan de Universiteit van Pécs en werd daarna legerofficier. Hij raakte betrokken bij de Hongaarse Revolutie van 1848 en werd verbannen naar Praag. Daar werd hij weer gearresteerd, maar wist te ontsnappen en kwam in 1850 via Amsterdam en London aan in de Verenigde Staten. In de VS had hij verschillende baantjes, zo was hij boekverkoper, drogist en leraar. In 1855 werd hij legerarts in het Amerikaanse leger op de legerbasis Fort Riley in  Kansas. Hij ontmoette daar Dr. William Alexander Hammond die natuurhistorische specimens verzamelde voor de toen zeer bekende dierkundige Spencer Fullerton Baird. Hij raakte ook bijzonder geïnteresseerd en ontwikkelde zich als een bekwaam verzamelaar van planten, vogels en vissen. In 1860 was hij gelegerd in Cabo San Lucas (Mexico), toen een zeer afgelegen plaats waar Baird door Xanthus materiaal liet verzamelen. Xanthus publiceerde in het Hongaars verhalen over zijn vondsten doorspekt met quasi etnografische bijzonderheden waarvan later bleek dat het plagiaat was en betrekking had op andere gebieden. Verder correspondeerde hij uitgebreid met Baird. Hij werd kortstondig benoemd tot consul in Mexico, maar verloor deze baan toen hij een plaatselijke krijgsheer steunde. Kort daarna keerde hij terug naar Hongarije. 
Hij verbleef tot zijn dood in Budapest. Hij fungeerde als directeur van de dierentuin van Budapest, conservator van het etnografisch museum en ondernam verder reizen door Azië om planten en dieren voor het museum te verzamelen.

## Zijn nalatenschap
Veel organismen zijn als eerbetoon naar hem vernoemd, zelf schreef hij weinig geldige beschrijvingen van nieuwe soorten zoals de Xantus' alk (Synthliboramphus hypoleucus). Door collega's werd hij vooral gewaardeerd om de enorme collecties die hij van zijn reizen mee terugnam.

### Plant- en diersoorten die naar hem zijn vernoemd
- Cactussaffierkolibrie (Basilinna xantusii) (Engels: Xantus, Xantus' hummingbird)
- Labrisomus xanti - een slijmvissoort
- Halichoeres xanti - een soort lipvis
- Umbrina xanti - een soort ombervis
- Xantusiidae, familie van de nachthagedissen met o.a.het geslacht Xantusia.

Naar hem zijn onder andere de volgende plantensoorten vernoemd: Clarkia xantiana, Euphorbia xanti, Chaenactis xantiana, Chorizanthe xanti, Polygala xanti, Mimosa xanti en Solanum xanti.
- Bibliothèque nationale de France: cb129238590 (data)
- CiNii: DA15303527
- Gemeinsame Normdatei: 118771558
- International Standard Name Identifier: 0000 0000 8147 5059
- Library of Congress Control Number: n50013957
- Nationale Bibliotheek van Tsjechië: jo2016928787
- Nationale Bibliotheek van Polen: a0000003357100
- Nationale en Universitaire bibliotheek Zagreb: 000478949
- Nederlandse Thesaurus van Auteursnamen: 29206845X
- Réseau des bibliothèques de Suisse occidentale: 02-A003990380
- Museum of New Zealand Te Papa Tongarewa: 22611
- Virtual International Authority File: 67261543
- WorldCat: E39PBJjmTw86734XtpKxfjvWDq